# بريت بيولي
بريت بيولي (بالإنجليزية: Brett Bewley)‏ هو لاعب كرة قدم أسترالية أسترالي، ولد في 14 أبريل 1995.

## وصلات خارجية
- بريت بيولي على موقع AustralianFootball.com (الإنجليزية)
- بريت بيولي على موقع AFLtables.com (الإنجليزية)